# Humboldt (Tennessee)
Humboldt is een plaats (city) in de Amerikaanse staat Tennessee, en valt bestuurlijk gezien onder Gibson County en Madison County.

## Demografie
Bij de volkstelling in 2000 werd het aantal inwoners vastgesteld op 9467.
In 2006 is het aantal inwoners door het United States Census Bureau geschat op 9244, een daling van 223 (-2,4%).

## Geografie
Volgens het United States Census Bureau beslaat de plaats een oppervlakte van
25,0 km², geheel bestaande uit land. Humboldt ligt op ongeveer 111 m boven zeeniveau.

## Plaatsen in de nabije omgeving
De onderstaande figuur toont nabijgelegen plaatsen in een straal van 20 km rond Humboldt.